# Сважендз
Сва́жендз (пол. Swarzędz, нім. Schwersenz) — місто в західній Польщі.

## Демографія
Демографічна структура станом на 31 березня 2011 року:
|          | Загалом | Допрацездатний вік | Працездатний вік | Постпрацездатний вік |
| -------- | ------- | ------------------ | ---------------- | -------------------- |
| Чоловіки | 14988   | 3176               | 10606            | 1206                 |
| Жінки    | 15940   | 2959               | 10173            | 2808                 |
| Разом    | 30928   | 6135               | 20779            | 4014                 |

## Відомі особистості
В поселенні народилась:
- Пауліна Вільконська (1815—1875) — польська романістка, редакторка, авторка мемуарів.